# (5247) Крылов
(5247) Крылов (лат. Krylov) — типичный астероид главного пояса, открыт 20 октября 1982 года советским астрономом Людмилой Карачкиной в Крымской астрофизической обсерватории и 1 сентября 1993 года назван в честь русского и советского учёного-математика, механика и инженера Алексея Крылова.

## Обнаружение и именование
(5247) Крылов
Открыт 20 октября 1982 года в Научном Л. Г. Карачкиной.
Назван в память известного русского математика и инженера-кораблестроителя Алексея Николаевича Крылова (1863—1945).
Оригинальный текст (англ.)5247 Krylov
Discovered 1982-10-20 by Karachkina, L. G. at Nauchnyj.
Named in the memory of famous Russian mathematician and naval architect Alexei Nikolaevich Krylov (1863—1945).
Источники: DISCOVERY.DB; M.P.C. 22507.

## Орбита

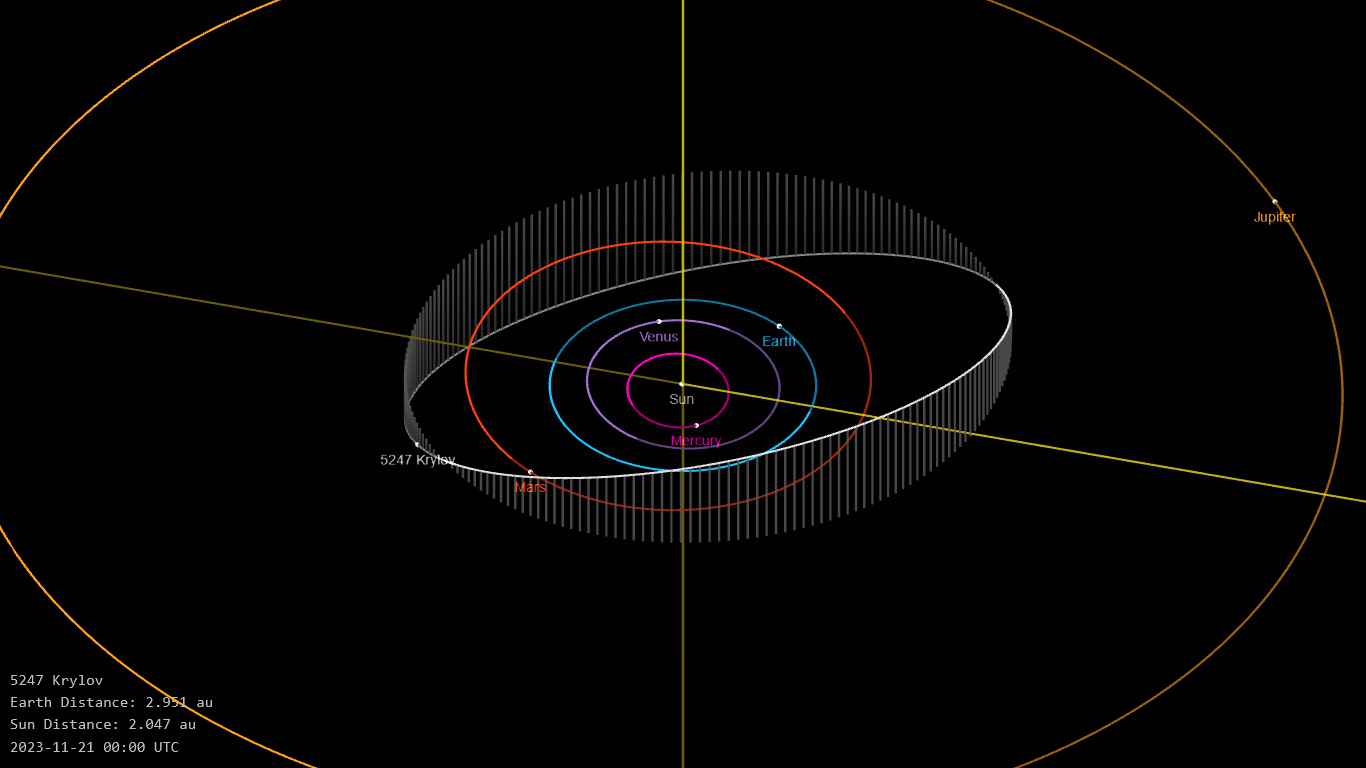
Орбита астероида Крылов и его положение в Солнечной системе

## Физические характеристики
Астероид относится к таксономическому классу S.
По результатам наблюдений в видимом и ближнем инфракрасном диапазоне космического телескопа NEOWISE и наблюдений в инфракрасном диапазоне спутника Akari диаметр астероида сначала оценивался равным 7,518±0,027 км, позже — 10,44±0,37 км, 8,66±0,56 км и 7,716±0,043 км. Согласно тем же источникам альбедо оценивается как 0,4531±0,0220, 0,171±0,013, 0,340±0,051 и 0,430±0,022.